# Cornell John
Cornell S. John es un actor británico, más conocido por haber interpretado a Wensley Dale en Rastamouse y a Sam James en la serie EastEnders.

## Carrera
En el 2002 apareció por primera vez como invitado en la serie médica Holby City donde interpretó a Harry Sutherland durante el episodio "Coming Home", años más tarde apareció de nuevo en la serie en el 2012 ahora interpretando a Vivian Wallace en el episodio "The Ties That Bind". 
En el 2005 interpretó al detective sargento de la policía Dave Patterson durante el episodio "Lack of Conviction" de la serie británica Doctors, anteriormente había aparecido por primera vez en la serie en el 2001 donde dio vida a Ray Adams en el episodio "A Bitter Pill". En el 2006 interpretó a Curtis, el tío de Trevor (Aml Ameen) en la película Kidulthood, papel que volvió a interpretar en la película Adulthood en el 2008. En el 2008 apareció en la película The Chronicles of Narnia: Prince Caspian donde interpretó a Glenstorm, un centauro. 
En el 2011 se unió al elenco de la serie animada para niños Rastamouse donde prestó su voz para el personaje del presidente Wensley Dale, papel que interpretó hasta el 2012. En el 2012 apareció como invitado en un episodio de la serie Waterloo Road donde interpretó a Lionel Tsibi, el tío de la estudiante Lula Tsibi (Marlene Madenge). El 14 de mayo de 2013 unió al elenco principal de la popular serie británica EastEnders donde interpretó al constructor Samuel "Sam" James, el exesposo de Ava Hartman (Clare Perkins) y padre de Dexter Hartman (Khali Best), hasta el 29 de noviembre de 2013 después de que su personaje se fuera de Walford. Anteriormente había aparecido por primera vez en la serie en el 2002 donde interpretó a Dave durante tres episodios.

## Filmografía
Series de televisión
| Año         | Título                | Personaje           | Notas                         |
| ----------- | --------------------- | ------------------- | ----------------------------- |
| 2013        | EastEnders            | Sam James           | 51 episodios                  |
| 2011 - 2012 | Rastamouse            | Pdte. Wensley Dale  | 31 episodios                  |
| 2012        | Waterloo Road         | Lionel Tsibi        | episodio # 8.2                |
| 2012        | Inside Men            | Sid                 | 3 episodios                   |
| 2011        | Top Boy               | Wendell             | episodio # 1.2                |
| 2010        | Casualty              | Joey Craven         | episodio "Angel"              |
| 2010        | Five Days             | Didi Mputu          | 4 episodios                   |
| 2009        | No Signal             | -                   | 2 episodios                   |
| 2005        | Doctors               | Det. Dave Patterson | episodio "Lack of Conviction" |
| 2002        | Holby City            | Harry Sutherlande   | episodio "Coming Home"        |
| 2000        | Lenny Henry in Pieces | -                   | -                             |
| 1999        | Maisie Raine          | Rene                | episodio "ID"                 |
| 1999        | The Knock             | Gannon              | 2 episodios                   |

Películas
| Año  | Título                                    | Personaje       | Notas                                                                                           |
| ---- | ----------------------------------------- | --------------- | ----------------------------------------------------------------------------------------------- |
| 2013 | Jack the Giant Slayer                     | Fee             | junto a Nicholas Hoult, Eleanor Tomlinson, Ewan McGregor & Stanley Tucci                        |
| 2011 | Dreams of a Life                          | Padre           | junto a Zawe Ashton, Alistair Abrahams & Mandy Allen                                            |
| 2011 | Anuvahood                                 | Yardie          | junto a Adam Deacon, Femi Oyeniran, Richie Campbell, Jaime Winstone, Paul Kaye & Ashley Walters |
| 2011 | God View                                  | -               | corto - junto a Jayson Wheatley                                                                 |
| 2009 | Colonial Gods                             | Izi             | corto - junto a Sule Rimi, Said Mohamed, Steve Northy & Ross O'Hennessey                        |
| 2008 | Enter the Preacher                        | Preacher        | corto - junto a Diane Briscoe, Cavin Cornwall & Aston Maddix                                    |
| 2008 | Adulthood                                 | Tío Curtis      | junto a Noel Clarke, Scarlett Alice Johnson, Adam Deacon, Ben Drew, Femi Oyeniran & Wil Johnson |
| 2008 | The Chronicles of Narnia: Prince Caspian  | Glenstorm       | junto a Ben Barnes, Skandar Keynes, Georgie Henley, William Moseley & Anna Popplewell           |
| 2007 | Hush Your Mouth                           | Padre de Isaiah | junto a Khalid Abdalla, Coshti Dowden, Jessica Jones & Jason Maza                               |
| 2006 | Kidulthood                                | Tío Curtis      | junto a Aml Ameen, Noel Clarke, Jaime Winstone, Adam Deacon, Femi Oyeniran & Nicholas Hoult     |
| 2005 | Red Mercury                               | Neville         | junto a David Bradley, Stockard Channing, Pete Postlethwaite, Ron Silver & Juliet Stevenson     |
| 2004 | Rottweiler                                | Dongoro         | junto a William Miller, Irene Montalà, Paulina Gálvez & Lluís Homar                             |
| 2003 | Kaena: The Prophecy                       | Demok           | junto a Cécile De France, Michael Lonsdale, Kirsten Dunst, Richard Harris & Anjelica Huston     |
| 2001 | The Ultimate Stress Show: Managing Stress | -               | junto a Mark Heap, Colin McFarlane& Bhasker Patel                                               |
| 1999 | Rage                                      | Razor           | junto a Fraser Ayres, Shaun Parkes, John Pickard & Wale Ojo                                     |

Escritor
| Año  | Título     | Notas                 |
| ---- | ---------- | --------------------- |
| 2012 | Rastamouse | episodio "Chatterbox" |

Videojuegos
| Año  | Título                                   | Personaje          | Notas                           |
| ---- | ---------------------------------------- | ------------------ | ------------------------------- |
| 2008 | The Chronicles of Narnia: Prince Caspian | Glenstorm          | prestó su voz para el personaje |
| 2004 | Fable                                    | -                  | prestó su voz para el personaje |
| 2003 | EyeToy: Play                             | Wonton, Vernon Bok | prestó su voz para el personaje |